# Слаутин, Денис Алексеевич
Денис Алексеевич Слаутин (род. 8 февраля 1976) — российский и казахстанский игрок в хоккей с мячом, полузащитник, мастер спорта России (1997), мастер спорта международного класса Республики Казахстан (2003).

## Карьера

### Клубная
Заниматься хоккеем с мячом начал в 1983 году в Кирове в школе «Родины». В дальнейшем его наставником стал Юрий Бушуев, под руководством которого Слаутин в составе «Родины» победил в чемпионате СССР среди юношей (1992). Победитель турниров «Плетёный мяч» (1988, 1991).
Игровую карьеру начал в 1994 году в кировских командах «Машиностроитель» и «Родина».
За «Машиностроитель» выступал до 1998 года, в сезоне 1994/95 — во второй лиге чемпионата России, с сезона 1995/96 — в первой лиге.
В составе «Родины», которая представляет высшую лигу, выступал до 2008 года, добившись с командой наилучшего результата «Родины» в чемпионатах страны — бронзовых медалей чемпионата России сезона 2005/06.
С 2008 по 2012 год был игроком казанского «Динамо», выступая в сезоне 2010/11 за «Родину» на правах аренды.
В декабре 2010 года в составе «Родины» под флагом Кировской области принял участие в Международном турнире на призы Правительства России.
Проведя первые два сезона в казанском «Динамо», становится бронзовым призёром чемпионата России (сезон 2008/09), побеждает в Кубке России (2009). Вернувшись из аренды, по итогам сезона 2011/12 стал серебряным призёром чемпионата страны.
С 2012 по 2016 год вновь в составе «Родины».
С 2016 по 2019 год вновь в составе казанского «Динамо».
В сезоне 2019/20 был игроком команды «Знамя-Удмуртия», принимающей участие в первенстве России среди команд Высшей лиги.

### В сборной Казахстана
В составе сборной Казахстана участник 11 чемпионатов мира, бронзовый призёр турниров 2003, 2005, 2012, 2014 и 2015 годов.

## Достижения
«Родина»
 Бронзовый призёр чемпионата России: 2005/06

 Бронзовый призёр Кубка России: 2002/03

 Чемпион России по мини-хоккею (2): 1994, 2004

 Бронзовый призёр чемпионата России по мини-хоккею (2): 1998, 2000

 Чемпион СССР среди юношей: 1992

 Победитель турнира «Плетёный мяч» (2): 1988, 1991
«Динамо-Казань»
 Серебряный призёр чемпионата России: 2011/12

 Бронзовый призёр чемпионата России: 2008/09

 Обладатель Кубка России: 2009

 Победитель Кубка чемпионов Эдсюна: 2009
Сборная Казахстана
 Бронзовый призёр чемпионата мира (5): 2003, 2005, 2012, 2014, 2015

### Комментарии
1. ↑  Количество игр и голов за клуб(ы) в высшем дивизионе чемпионатов России
2. ↑  Результативные передачи